# François Alix (né en 1964)
Ne doit pas être confondu avec François Alix (1753-1794).
Pour les articles homonymes, voir Alix.
François Alix (né le 10 février 1964 à Chinon) est un sculpteur, peintre et plasticien français, connu pour avoir créé un jardin métallique à Verrue dans la Vienne : Magic Hortus.

## Biographie

### Origines
François Alix naît à Chinon de parents agriculteurs. Il obtient un CAP d'ajusteur en 1983, puis un CAP d'ébéniste en 1987.
En parallèle de ses activités artistiques, Alix ouvre une librairie de livres anciens et d'occasion à Verrue, dans la forêt de Scévolles (Vienne), qui est fréquentée par Umberto Eco, Alain Rey, Jean-Claude Carrière, Johnny Depp,.

### Magic Hortus
En 2018, François Alix commence à travailler à partir de ferraille de récupération sur un environnement visionnaire à Verrue, dans la Vienne : Magic Hortus,. Ce projet, qu'il décrit comme un "mausolée", se compose d'un jardin de fer et de pierre, où des sculptures métalliques côtoient des éléments architecturaux inspirés de son enfance. Une œuvre en perpétuelle évolution, mêlant nature et constructions humaines.
En mars 2024, François Alix est en procès avec le service de l'environnement (DREAL), en raison de l'importante quantité de métal stockée sur place.
L'artiste s'insurge : « Je trouve ça d'une injustice crasse. Je ne fais de mal à personne, je fais de l'art. On me parle de risques de pollution, je tombe des nues. Je fais extrêmement attention, je n'ai pas le moindre bidon d'huile, les moteurs des voitures sont enlevés... Je ne fais pas n'importe quoi ! ».
Magic Hortus est parfois comparé au Palais du facteur Cheval.
Le film Le Chantier d'un rêve, tourné par Simon Plumecocq sur le Magic Hortus, est présenté le 30 mars 2025 à Angoulême, au Marché international du film sur les artistes contemporains.